# Kfz-Kennzeichen (Belgien, 1953–2010)
Die bis Mitte November 2010 ausgegebenen Kfz-Kennzeichen Belgiens hatten rote Zeichen auf weißem Grund. Je nach der Anordnung der Buchstaben und Ziffern auf den Kennzeichen unterscheidet man zwölf Codes, wobei den aktuellen belgischen Kennzeichen darauf aufbauend die Codes 13 und 14 zugewiesen werden.

## Allgemeine Reihe

### Codes 1 bis 5
Von 1953 bis 1962 trugen die belgischen Kennzeichen einen Buchstaben und vier Ziffern, die durch einen oder zwei Punkte getrennt wurden. Sie erhielten die Bezeichnungen Code 1 bis Code 5 nach der Stellung des Buchstabens auf dem Schild.
- Code 1: Typ X.1111
- Code 2: Typ 1.X.111
- Code 3: Typ 11.X.11
- Code 4: Typ 111.X.1
- Code 5: Typ 1111.X

Bei diesen Codes wurden alle Buchstaben mit Ausnahme der Buchstaben A, I, O, P und Q vergeben. Die Ziffern 0 und 1 konnten nicht viermal auf dem Schild stehen.
Kennzeichen mit den Kombinationen 000.P.1 – 999.P.9 und 0001.P bis 9999.P wurden öffentlichen Linienomnibussen und Postfahrzeugen zugeteilt.

### Codes 6 bis 10
Von 1962 bis 1973 trugen die belgischen Kennzeichen zwei Buchstaben und drei Ziffern, die durch einen oder zwei Punkte getrennt wurden. Sie erhielten die Bezeichnungen Code 6 bis Code 10 nach der Stellung der Buchstaben auf dem Schild.
- Code 6: Typ XX.111
- Code 7: Typ 1.XX.11
- Code 8: Typ 11.XX.1
- Code 9: Typ 111.XX
- Code 10: Typ X.111.X

Bei den Codes 6 bis 9 wurden alle Buchstaben mit Ausnahme der Buchstaben I, O und Q vergeben. Die Serien von EA bis EZ, GA bis GZ, LA bis LZ, MA bis MZ und PA bis PZ wurden für Motorradkennzeichen freigehalten. Kennzeichen mit drei Nullen wurden zunächst nicht vergeben. Später wurden sie als Wunschkennzeichen im Bedarfsfall gegen Zahlung einer erhöhten Gebühr (874 €) freigegeben.
Auch beim Code 10 gab es keine Zuteilung der Buchstaben I, O und Q. Es wurden Schilder von C.001.A bis X.999.Z vergeben.

### Code 11

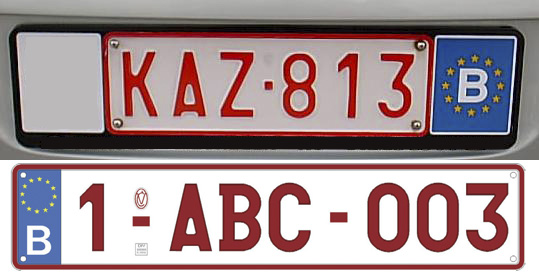
Altes (oben mit dem Code 11) und neues (mit dem Code 13) belgisches Kennzeichen

Von 1973 bis 2010 trugen die belgischen Kennzeichen drei Buchstaben, gefolgt von drei Ziffern, getrennt durch einen etwas dickeren mittigen Punkt, später durch einen Strich. Zunächst wurden der Buchstabe I nicht und die Buchstaben M, O, Q und W nicht als zweiter und dritter Buchstabe zugeteilt. Schilder mit drei Nullen gab es nicht.
- Code 11: Typ XXX-111

Die Kennzeichen mit dem mittigen dickeren Punkt wurden von 1973 bis 1997 mit den Kombinationen von AAA-001 bis PLL-999 ausgegeben. Es gab auch Wiederzuteilungen ausgefallener Nummern.
Ab 1997 wurden Schilder in neuem Stil mit einem Bindestrich in der Mitte ausgegeben, zunächst von PLN-001 bis PZZ 999. 1998 wurden ausgefallene Buchstaben-Zahlen-Kombinationen wieder zugeteilt, bis von Januar bis August 1999 die Reihe von RAA-001 bis RVJ-999 ausgegeben wurde.
Ab August 1999 wurden neue Schilder mit einem Siegel oberhalb des Bindestrichs ausgegeben. Man begann mit SAA-001 und beendete die Serie zunächst mit dem Schild SRZ-999, wobei – vielleicht als Test – auch die Reihen mit SPW und SRW ausgegeben wurden.
Anschließend kehrte man zur R-Reihe zurück und gab die Schilder von RVK-001 bis RZZ-999 aus, schließlich auch Schilder mit I, M, Q und W ab RVI-001. Der Buchstabe O wurde weiterhin nicht verwendet.
Am 1. August 2000 begann man, auch ältere Buchstabengruppen, jetzt aber mit einem I, M, Q und W als zweitem und/oder drittem Buchstaben zu emittieren. Die Serie begann mit AAI-Schildern, Es folgten Kennzeichen mit AAM, AAQ, AAW, ABI, ABM, ABQ usw. Nach HZW folgte JAI. Es gab auch keine Kennzeichen der allgemeinen Reihe mit einem M, O, Q oder W als erstem Buchstaben.
Nach der Buchstabenkombination RUW folgten die Serien SAI, SAM, SAQ, SAW, SBI, SBM usw.
Ab dem Kennzeichen SSA-001 wurden keine Buchstaben mit Ausnahme des O ausgelassen. Für die allgemeine Reihe wurden also die Buchstabengruppen von SSA bis SSZ, TAA bis TWZ, TYA bis TZZ, VAA bis VZZ, XAA bis XZZ und YAA bis YZZ ausgegeben. Die Reihe ab TXA wurde Taxis, die Reihe ab UAA Anhängern, die Reihe ab WAA Motorrädern und die Reihe ab ZAA Händlern zugewiesen. Oldtimer bekamen Buchstabengruppen ab OAA.

### Code 12
Ab dem 25. Juni 2008 wurden Kennzeichen mit dem Code 12 ausgegeben. Zunächst wurden sie nur den Autobesitzern, die ihre Zulassung mit Hilfe des Internets erledigten, zugewiesen. Als keine Schilder des Codes 11 mehr zur Verfügung standen, erhielten alle Kraftfahrzeughalter Kennzeichen mit diesem Code. Dies war ab dem 19. März 2009 der Fall.
- Code 12: Typ 111-XXX

Die Serie mit den Buchstaben CFC war die letzte mit diesem Code.

## Motorräder
Für Motorräder wurden zunächst von 1953 bis 1962 Kennzeichen der Codes 6 bis 9 ausgegeben. Die Buchstabengruppe begann mit E, G, L oder M. Schilder mit dem Anfangsbuchstaben P waren ebenfalls für diese Zulassungen vorgesehen, wurden aber nie ausgegeben.
Von 1962 bis 2006 wurden zweizeilige Kennzeichen des Codes 11 mit der Kombination MXX 111 emittiert. Von 2006 bis Mitte November 2009 hieß die Kombination WXX 111. Die Serie mit den Buchstaben WMS war wohl die letzte mit diesem Code.

## Anhänger

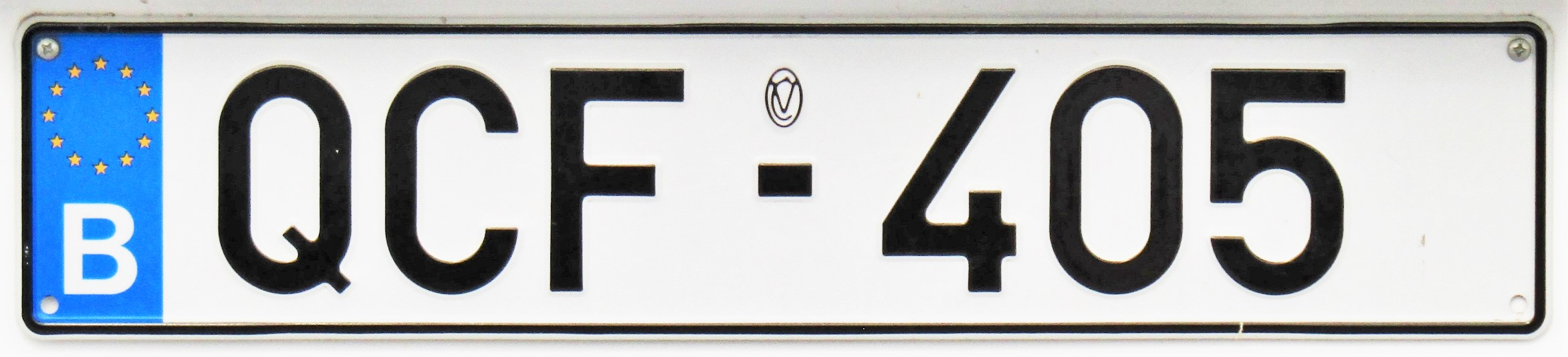
Anhänger-Kennzeichen

Erst ab 1990 mussten schwerere Anhänger (ab 500 kg, ab 2001 ab 750 kg Gewicht) eigene Kennzeichen tragen. Bis dahin führten sie das Kennzeichen des Zugfahrzeugs.
Von 1990 bis 2001 wurden Kennzeichen des Codes 11 mit der Kombination UXX-111 ausgegeben. Die Serie endete mit der Buchstabenkombination UVL. Ab November 2001 bekamen die Anhänger die Kombination QXX-111. Diese Kennzeichen waren EU-Schilder mit schwarzer Schrift auf weißem Grund. Die Serie mit den Buchstaben QLE war wohl die letzte mit diesem Code.

## Oldtimer

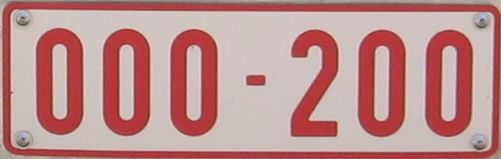
Potentielles Kennzeichen für Oldtimer-Fahrzeuge, die Kombination OOO wurde nie ausgegeben

Spezielle Kennzeichen für Oldtimer gibt es in Belgien erst seit 1997. Bis 1999 wurden Schilder mit von OAA-001 bis OAE-999 (Code 11) ausgegeben. Von 1999 bis 2001 folgten OBA-001 bis OBD-999. Ab 2001 wurden bis 2006 zunächst die Buchstabenkombinationen von OAF bis OAZ ausgegeben. Es folgten ab 2006 die Kombinationen von OBE bis OCU. Das Schild OCU-148 wurde als letztes ausgegeben.

## Taxis
Taxis wurden erst ab 1999 speziell gekennzeichnet. Sie erhielten die Buchstabengruppen von TXA bis TXF im Code 11.
Mietfahrzeuge (mit Fahrer) erhielten zunächst die Buchstabenkombination TXL und ab 2008 TXH.

## Händler
Händlerfahrzeuge trugen von 1953 bis 1990 eine schwarze fünfstellige Zahl von 10000 bis 25000 auf gelbem Grund. Diese Serie ist nicht mehr gültig.
Von 1990 bis 1997 trugen sie eine rote Buchstaben-Ziffern-Kombination auf weißem Grund mit den Buchstabengruppen von ZAA bis ZAS (ohne ZAC, ZAI, ZAK, ZAM und ZAO) und ZBA bis ZBT (ohne ZBI, ZBM und ZBO). Im Verlauf des Jahres 1997 gab es einen Farbwechsel. Die Buchstaben-Ziffern-Kombination war jetzt grün. Ausgegeben wurden die Buchstabenkombinationen von ZBU bis ZBY und ZCS bis ZEM (ohne ZBW, ZCW, ZCZ, ZDI, ZDM, ZDO und ZDQ).
Motorräder von Händlern erhielten die Kombinationen ZMA und ZMB, Anhänger die Kombination ZUA.

## Testfahrzeuge
Testfahrzeuge trugen von 1990 bis 1997 drei Buchstaben und drei Ziffern des Codes 11 in schwarzer Schrift auf weißem Grund mit den Buchstabenkombinationen von ZZA bis ZZH. Im Verlauf des Jahres 1997 gab es einen Farbwechsel. Die Buchstaben-Ziffern-Kombination war jetzt grün. Ausgegeben wurden die Buchstabenkombinationen von ZZI bis ZZZ (ohne ZZM, ZZO, ZZQ, ZZU und ZZW). Ab 2002 wurden auch die Kombinationen von ZZA bis ZZH und Wiederholungsnummern ausgegeben.
Ab 2008 wurden die Buchstabenkombinationen ZZA, ZZB und ZZC des Codes 12 ausgegeben.
Motorräder erhielten die Buchstabenkombination ZZM. Die Serie ZZW wurde für sie freigehalten.
Anhänger erhielten die Kombination ZZU. Hier wurde die Serie ZZQ freigehalten.

## Höchste Zulassungen
Die Kennzeichen mit den höchsten Angaben (am 4. November 2010) waren:
| Allgemeine Reihe | Motorräder | Oldtimer | Anhänger | Taxis   | Mietwagen | Händler | Test- fahrzeuge |
| ---------------- | ---------- | -------- | -------- | ------- | --------- | ------- | --------------- |
| 532-CEL          | WNA-631    | OCU-148  | QLE-863  | TXF-010 | TXH-607   | ZEM-182 | 438-ZZC         |

## Weitere Informationen
Weitere Informationen, insbesondere über das jeweilige Zulassungsjahr, und eine genauere Auflistung der Buchstabengruppen der ab November 2010 gültigen Kennzeichen befinden sich im Artikel Systematik der Kfz-Kennzeichen (Belgien).